# Péninsule de Gydan
La péninsule de Gydan ou péninsule Gydanski (en russe : Гыда́нский полуостров) est une péninsule située sur la côte de Sibérie, elle s'enfonce dans la mer de Kara. La péninsule de Gydan mesure quelque 500 km de long et 260 km de large. Cette large péninsule se trouve entre le golfe de l'Ob et le golfe du Ienisseï. L'extrémité sud-ouest de la péninsule est délimitée par l'estuaire du Taz.
L'altitude de la péninsule de Gydan est peu élevée et elle abrite de nombreux lacs et rivières. Son sol est constitué de permafrost et il est recouvert par la toundra.
La péninsule comporte quelques « bras » ou péninsules secondaires qui s'étendent vers le nord dans la mer de Kara, où se trouvent de grandes îles au large de ses côtes, telles que l'île Oleni, l'île Chokalski, l'île Vilkitski et l'île Neupokoev. Deux baies se détachent sur la côte nord de la péninsule, la baie Khalmyer étroite et profonde et la baie Iouratskaïa, plus petite.
Le projet d'exploitation de gaz naturel liquéfié Arctic GNL 2 se trouve au sud de cette péninsule.
La péninsule de Gydan est située entre le district autonome de Iamalo-Nénétsie et le kraï de Krasnoïarsk, dans la fédération de Russie.